# Tracy Trinita
Tracy Trinita (Surabaya, 29 de septiembre de 1980) es una modelo, actriz, escritora y conferencista indonesa.

## Biografía
Tracy fue la primera supermodelo de Indonesia. Fue la primera ganadora de Fashion Magazine Cover Girl. Modeló para diseñadores famosos como Jean Paul Gautier, Yves Saint Laurent, Benetton y Kenzo, entre otros.
Estudió teología y apologética durante tres años en el Wycliffe Hall de Oxford. Desde entonces, se ha desempeñado como oradora cristiana evangélica en la Fundación de Desarrollo Apologético de Indonesia (YPAI) y en la Iglesia del Servicio Internacional (IES) en Yakarta. Trabaja escribiendo para Ravi Zacharias International Ministries, RZIM Asia Pacífico.
El ministro de Salud Achmad Sujudi le entregó en la Universidad de Indonesia el galardón de embajadora de la Organización Mundial de la Salud (OMS) por alentar a los jóvenes de la sociedad indonesa a vivir un estilo de vida saludable.

### Filmografía
- 2002, Mendam Berahi
- 2011, Dream Obama